# リカルド・ブラス・ジュニア
リカルド・ブラス・ジュニア（Ricardo Blas, Jr.、1986年10月19日 - ）はグアムのタムニン出身の柔道選手。階級は100kg超級。身長183cm。体重218kg。柔道競技のみならず、全てのオリンピック競技参加選手で史上最重量の選手。その風貌から｢リトル・マウンテン｣と呼ばれている。

## 人物
グアムオリンピック委員会の会長を務める父親のリカルド・ブラスは、グアム初の夏季オリンピック代表選手の1人として、1988年のソウルオリンピック95kg超級に出場経験がある。その影響で柔道は5歳の時に始めて、日本に柔道修行に訪れたこともある。
2008年北京オリンピックではグアム戦手団の旗手にも選ばれたが、試合では初戦でグルジアのラシャ・グジェジアニに合技で敗れると、敗者復活戦でも敗れた。
2012年ロンドンオリンピックでは初戦でギニアの選手に足車で一本勝ちして、グアムの柔道代表選手としてオリンピック史上初めての勝利を収めるが、2回戦でキューバのオスカル・ブライソンに一本負けを喫した。

## 主な戦績
- 2005年 - 環太平洋柔道選手権大会　3位
- 2005年 - オセアニア・オープン　優勝
- 2007年 - オセアニア・オープン　優勝
- 2008年 - オセアニア選手権　3位
- 2009年 - ワールドカップ・サンノゼ　3位
- 2010年 - オセアニア選手権　7位
- 2012年 - オセアニア選手権　5位
- 2012年 - ワールドカップ・マイアミ　3位